# Makadi Bay

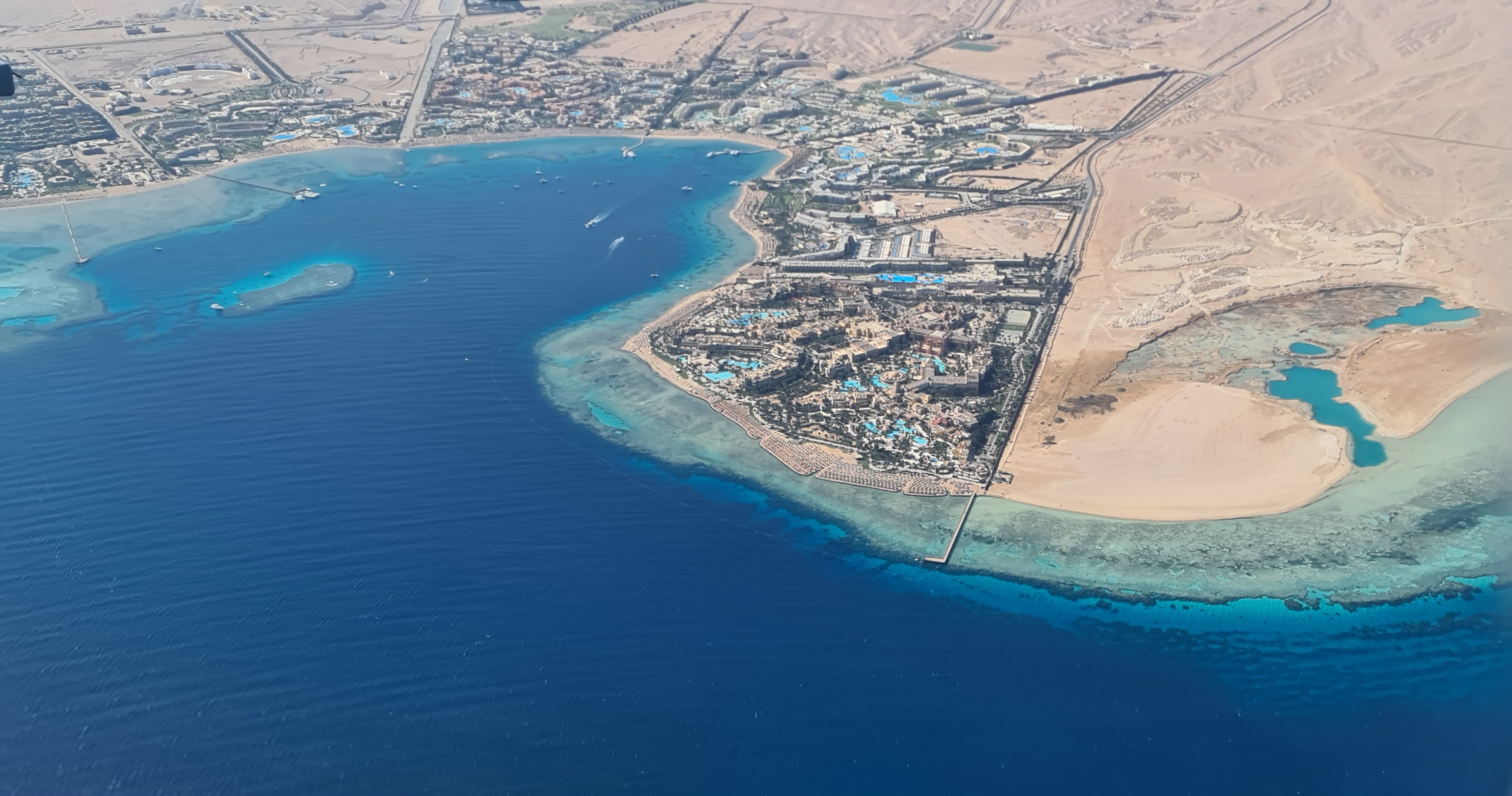
Luftbild von Makadi Bay

Die Makadi-Bucht (arabisch خليج مكادي, DMG Chalīǧ Makādī, englisch Makadi Bay) ist eine Bucht und ein Ferienort der Ägyptischen Riviera am Roten Meer in Ägypten.

## Lage und Infrastruktur

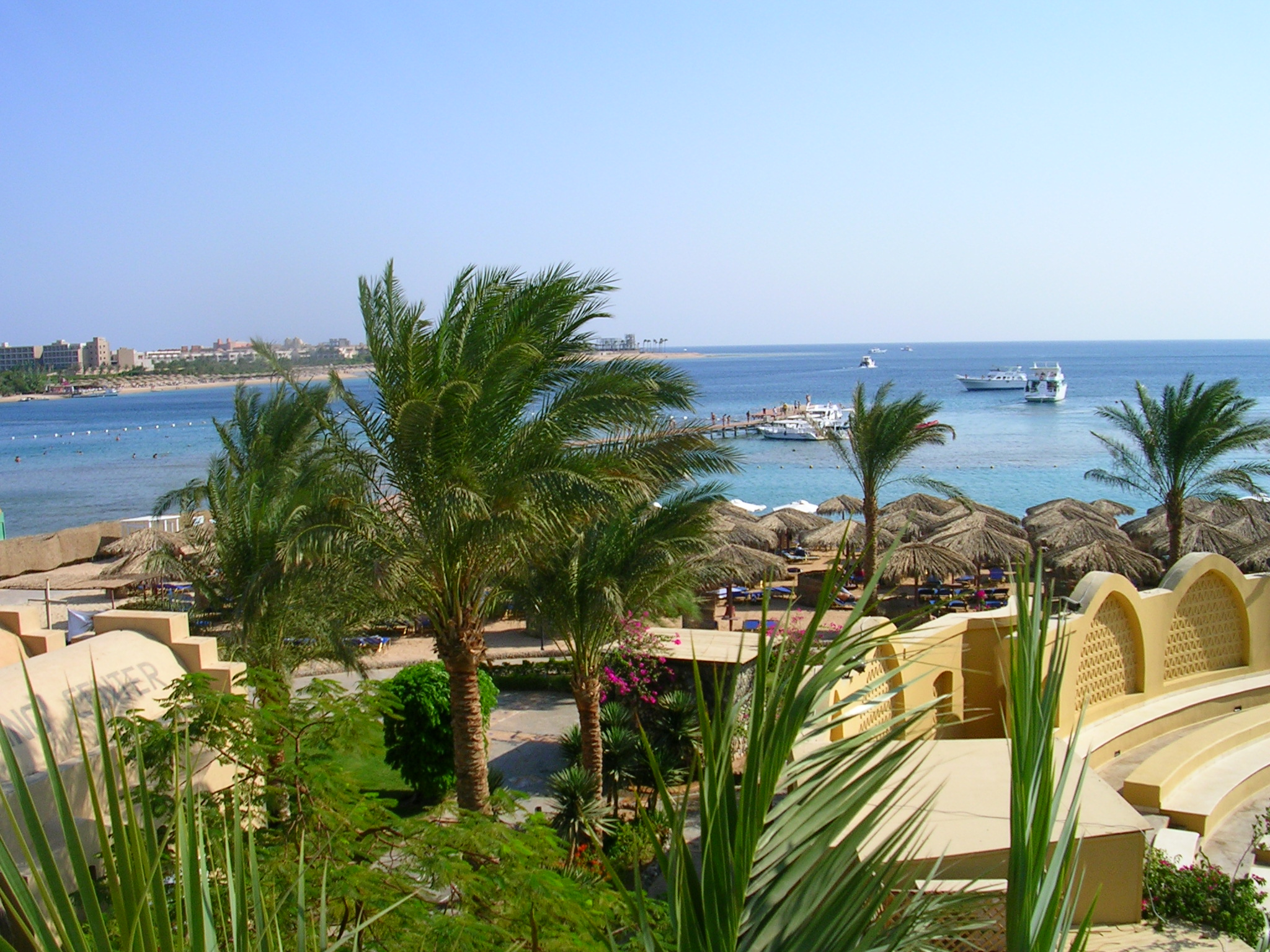
Blick über eine Hotelanlage in Makadi Bay

Makadi Bay befindet sich rund 30 Kilometer südlich von Hurghada und ebensoweit nördlich von Safaga.
Die rein touristisch geprägte Ansiedlung liegt auf etwa 4 Kilometern Küstenlänge an einer Bucht und ihren südlichen Ausläufern. Nördlich liegt Sahl Hasheesh, arabische Aussprache: [Sahl Ḥaschīsch], südlich Sharm el Naga.
Die Bucht bildet den Mündungsbereich eines Wadi, dem Wadi Abu Makhadig. In der Mitte der Bucht vorgelagert liegt das Korallenriff Gota Abu Makadi, nördlich und südlich der Makadi Bucht befinden sich weitere Korallenriffe. Das Ufer der Bucht besteht aus einem schmalen Streifen aus einen flach abfallenden Sandstrand. Nördlich der Makadi Bucht liegt der Lago desidero, ein fast noch unberührter Strandabschnitt mit kleinen Untiefen, die durch die Brechung des Lichts im flachen Meerwasser in den Farben blau bis türkis des Farbspektrums erscheinen.
Außerhalb der Hotelanlagen beginnt ringsum überall die Arabische Wüste.
Die Urbanisation besteht fast ausschließlich aus rund 20 größeren Hotel-/Resort- und Clubanlagen. Etwa 3 Kilometer westlich im Landesinneren führt die Fernverkehrsstraße 24 entlang der Küste des Roten Meeres am Ort vorbei. Dorthin erstreckt sich der Golfplatz Madinat Makadi Golf Resort. Entlang der Straße befinden sich weitere touristische Anlagen, zum Beispiel das Erlebnisbad Makadi Bay Waterworld und das Delfinarium Dolphin World.

## Sonstiges
Nach der Bucht benannt ist die Gehäuseschnecke Eucithara makadiensis, die 2008 von Kilburn & Dekker erstbeschrieben wurde und der Familie Mangeliidae zugeordnet wird.